# Etruridelphis giulii
Etruridelphis giulii (Lawley, 1876) è un delfino estinto della famiglia dei Delphinidae, i cui reperti fossili risalgono al Pliocene. È l'unica specie nota del genere Etruridelphis Bianucci, Vaiani & Casati, 2009, di recente definizione.

## Inquadramento sistematico
La specie raggruppa quattro esemplari fossili scoperti nell'entroterra della Toscana nella seconda metà dell'Ottocento. Tali esemplari erano classificati come appartenenti al genere Stenella, prima di essere formalmente descritti nel 2009 come appartenenti ad un nuovo genere, sulla rivista paleontologica Neues Jahrbuch für Geologie und Paläontologie
. A seguito infatti del recente ritrovamento di un nuovo esemplare fossile, inventariato dalla Soprintendenza alle Antichità della Toscana è stato istituito il genere monotipico Etruridelphis per includervi gli esemplari della specie descritta da Lawley nel 1876.

## Dati storici

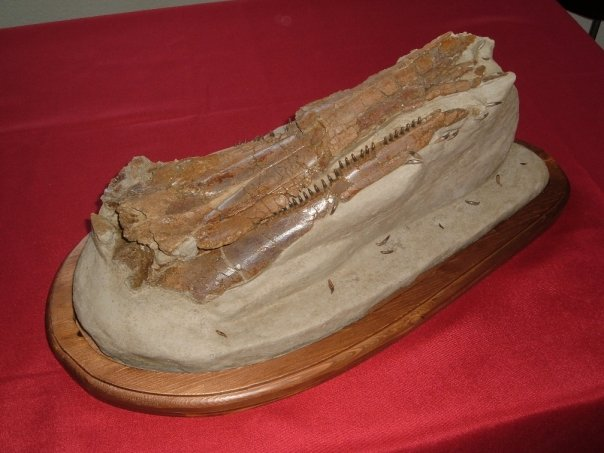
Il cranio fossile di delfino Etrusco: Etruridelphis giulii

I ritrovamenti di delphinidae fossili sono relativamente scarsi in tutto il mondo.  Attualmente si conoscono solo quattro esemplari di questo cetaceo preistorico rinvenuto nei sedimenti pliocenici del bacino toscano. Uno di questi fu scoperto nel 1876 da Roberto Lawley presso il Poggetto dei Greppioli che si trova a circa 1 km a sud-est di Lorenzana (Pisa). Originariamente, del fossile di Lawley era conservato il cranio quasi completo, numerose vertebre, molte costole, lo sterno e un arto e per la sua completezza fu considerato l'olotipo di questa specie. Il reperto apparteneva al naturalista toscano, ma andò perduto per sempre dopo la sua morte nel 1881. Venne dunque preso come olotipo il calco in gesso del reperto di Lawley, realizzato prima della scomparsa dell'originale. Il calco è attualmente conservato presso il Museo di Geologia e Paleontologia, Università di Bologna, ed è stato descritto in dettaglio da Bianucci (1996).

## La scoperta

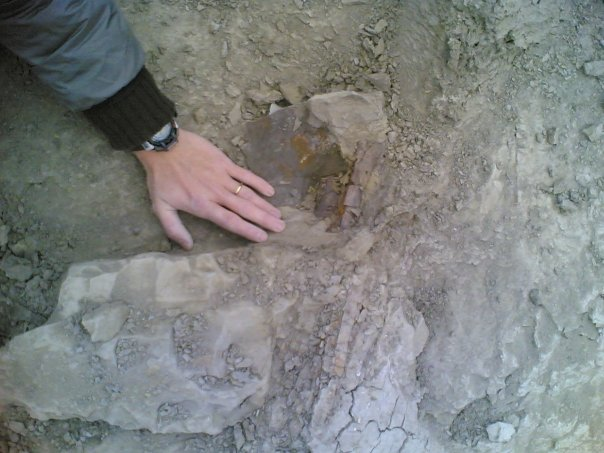
Il recente ritrovamento del Delfino Etrusco: Etruridelphis giulii

Le analisi dei quattro reperti fossili attribuiti a questa specie fossile, il confronto con esemplari attuali del genere Stenella e l'integrazione dei nuovi dati forniti dall'esemplare scoperto, che è stato studiato anche grazie ad una serie di tomografie assiali computerizzate (TAC) eseguite dallo staff di radiologia presso l'ospedale di Santa Maria Nuova a Firenze, per meglio definire i caratteri anatomici, hanno permesso ai ricercatori di riferire la specie  Stenella giulii al nuovo genere Etruridelphis. Questa scoperta ha consentito di definire meglio le conoscenze su questo nuovo genere di mammifero marino, attualmente estinto.

## Il recente ritrovamento

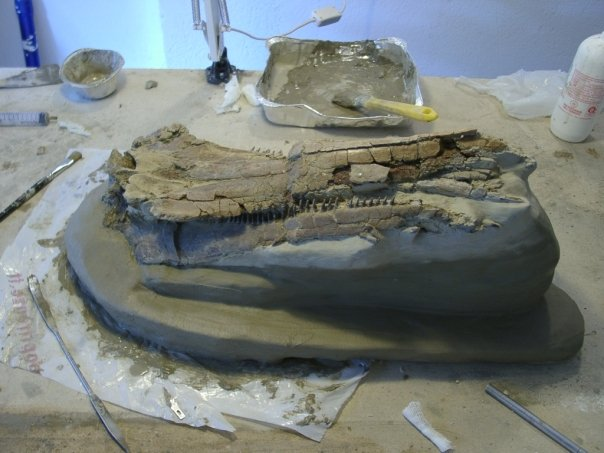
Etruridelphis giulii durante le prime fasi di restauro

I resti fossili del delfino preistorico sono stati scoperti vicino a Pienza (Siena) nei terreni argillosi di uno dei calanchi della Val d'Orcia. Il fossile è lungo circa 2 metri ed appartiene a un delfino giovane del tipo Etruridelphis giulii. 
Si tratta del reperto più completo finora trovato. L'osservazione scientifica sui resti ossei ha evidenziato i segni di alcuni morsi indicativi probabilmente di un attacco subito da uno squalo, un esemplare di grandi dimensioni. Altri esami paleontologici e paleoambientali hanno permesso di datare il delfino a 4,8 milioni di anni fa. I reperti sono custoditi ed esposti al pubblico presso il Museo Geopaleontologico GAMPS, gestito dagli scopritori del fossile, a Badia a Settimo (Firenze).

## Differenze con il genere Stenella attuale

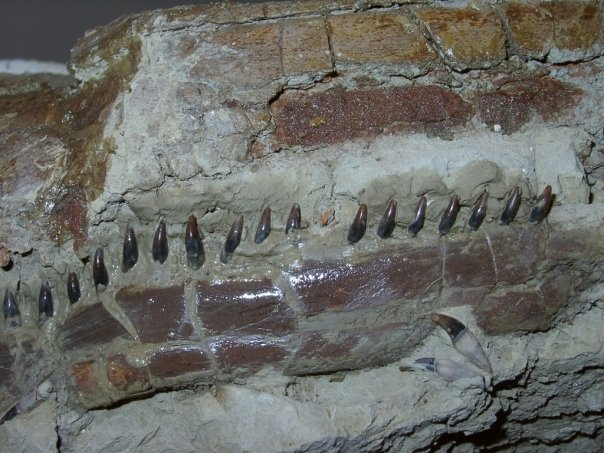
Particolare del cranio del Delfino Etrusco Etruridelphis giulii

Le differenze tra Etruridelphis e tutte le specie attuali di Stenella spp. si possono riassumere in:
- Maggior dimensione del cranio,
- Area premascellare più ampia e più piatta sul rostro,
- Processo superiore del periotico più stretto,
- Inferiore processo muscolare del malleus.

## Riferimenti bibliografici dei sinonimi
1876. Delphinus giulii Lawley, p. 108 

1899. Steno bellardii (Portis) - Ugolini, p. 130-143, pl. 7.

1987. Steno giulii (Lawley) - Pilleri p. 22-27, pl. 4, figs. 3-4, pl. 5.

1996. Stenella giulii (Lawley) - Bianucci, p. 77-83, figs. 4-9, pl. 1-3.